# 中華人民共和國第十一屆全運會射箭比賽
中華人民共和國第十一屆全運會的射箭比賽在2009年10月17日至10月23日於青岛市体育运动学校射箭场進行，共設4個小項，產出4面金牌。參與本屆全運會的運動員必須通過預賽取得參賽資格。

## 預賽
本屆全運會射箭預賽會先舉行團體預賽，並進行個人預賽。於團體預賽中晉身準決賽的隊伍可參與十一運會射箭項目的團體小項。同時，晉身全運動的隊伍中，其成員(每隊3人)均可直接取得個人小項的參賽資格，而其餘40個名額，則在其後的個人預賽中決賽，成績最好的40人會取得最後的參賽資格。
於女子個人預賽中，北京奧運女子個人小項金牌得主張娟娟取得資賽資格，銅牌得主姜林於初賽意外出局，無緣全運會。

## 獎牌分佈

### 男子
| 項目 | 金牌 | 金牌 | 银牌 | 银牌 | 铜牌 | 铜牌 |
| 個人 |      |      |      |      |      |      |
| 團體 |      |      |      |      |      |      |

### 女子
| 項目 | 金牌 | 金牌 | 银牌 | 银牌 | 铜牌 | 铜牌 |
| 個人 |      |      |      |      |      |      |
| 團體 |      |      |      |      |      |      |

## 資料來源
1. ↑  .   [2009-07-17]. （原始内容存档于2009-10-31）.
2. ↑  第十一届全国运动会射箭竞赛规程 （页面存档备份，存于）(DOC)
3. ↑  .   [2009-05-19]. （原始内容存档于2016-03-04）.